# Биримбау
Биримбау је традиционални анголски музички лук који се обично користи у Бразилу.

## Историја
Биримбау је адаптација музичких гудала, према музикологу Герхард Кубику представља југозападну анголску сорту mbulumbumba који су идентични по конструкцији и техници свирања, као и по штимовању и низу основних свираних образаца. Асимилација овог анголског инструмента је присутна и у другим банту терминима који се користе за музички лук у бразилском португалском језику укључујући urucungo и madimba lungungu. Први пут се појавио као инструмент који прати капуеру почетком 20. века у Баији. Представља и замену за бубањ као централни инструмент за игру капуере, по којој је сада познат и са којом се повезује. Састоји се од гудала са једном жицом причвршћеном за резонатор и свира се штапом и новчићем или каменом како би се створили различити тонови и ритмови. Коришћен је у многим деловима Африке и Бразила током 19. века као пратња певању и приповедању. Представља део традиције укључене у афро–бразилску уметничку капуеру. До средине 20. века је коришћен скоро искључиво унутар црначке заједнице, али након популаризације капуере добија ширу популарност па се данас користи у разним жанровима популарне музике.